# (74337) 1998 VH15
(74337) 1998 VH15 – planetoida z pasa głównego asteroid okrążająca Słońce w ciągu 4,08 lat w średniej odległości 2,55 j.a. Odkryta 10 listopada 1998 roku.